# Giannina (unità periferica)
L'unità periferica di Giannina (in greco Περιφερειακή ενότητα Ιωαννίνων?, in albanese Janina) è una delle quattro unità periferiche in cui è divisa la periferia dell'Epiro. Il capoluogo è la città di Giannina.
Confina a nord con l'Albania, nonché con le unità periferiche di Kastoria a nordest, Grevena a sudest, Prevesa a sud e Tesprozia ad ovest e sudovest.

## Prefettura
Giannina era una prefettura della Grecia, abolita a partire dal 1º gennaio 2011 a seguito dell'entrata in vigore della riforma amministrativa detta Programma Callicrate
La riforma amministrativa ha anche modificato la struttura dei comuni che ora si presenta come nella seguente tabella:
| Nuovo comune     | Vecchio comune    | Sede         |
| ---------------- | ----------------- | ------------ |
| Dodoni           | Dodoni            | Agia Kyriaki |
| Dodoni           | Agios Dimitrios   | Agia Kyriaki |
| Dodoni           | Lakka Souliou     | Agia Kyriaki |
| Dodoni           | Selles            | Agia Kyriaki |
| Giannina         | Giannina          | Giannina     |
| Giannina         | Anatoli           | Giannina     |
| Giannina         | Bizani            | Giannina     |
| Giannina         | Isola di Giannina | Giannina     |
| Giannina         | Pamvotida         | Giannina     |
| Giannina         | Perama            | Giannina     |
| Konitsa          | Konitsa           | Konitsa      |
| Konitsa          | Aetomilitsa       | Konitsa      |
| Konitsa          | Distrato          | Konitsa      |
| Konitsa          | Mastorochoria     | Konitsa      |
| Konitsa          | Fourka            | Konitsa      |
| Metsovo          | Metsovo           | Metsovo      |
| Metsovo          | Egnatia           | Metsovo      |
| Metsovo          | Milea             | Metsovo      |
| Voreia Tzoumerka | Pramanta          | Pramanta     |
| Voreia Tzoumerka | Vathypedo         | Pramanta     |
| Voreia Tzoumerka | Kalarites         | Pramanta     |
| Voreia Tzoumerka | Katsanochoria     | Pramanta     |
| Voreia Tzoumerka | Matsouki          | Pramanta     |
| Voreia Tzoumerka | Sirako            | Pramanta     |
| Voreia Tzoumerka | Tzoumerka         | Pramanta     |
| Pogoni           | Kalpaki           | Kalpaki      |
| Pogoni           | Ano Kalamas       | Kalpaki      |
| Pogoni           | Ano Pogoni        | Kalpaki      |
| Pogoni           | Delvinaki         | Kalpaki      |
| Pogoni           | Lavdani           | Kalpaki      |
| Pogoni           | Pogoniani         | Kalpaki      |
| Zagori           | Zagori Est        | Asprangeloi  |
| Zagori           | Vovousa           | Asprangeloi  |
| Zagori           | Zagori            | Asprangeloi  |
| Zagori           | Papigo            | Asprangeloi  |
| Zagori           | Tymfi             | Asprangeloi  |
| Zitsa            | Pasaronas         | Eleousa      |
| Zitsa            | Ekali             | Eleousa      |
| Zitsa            | Evrymenoi         | Eleousa      |
| Zitsa            | Zitsa             | Eleousa      |
| Zitsa            | Molossoi          | Eleousa      |

## Precedente suddivisione amministrativa
Dal 1997, con l'attuazione della riforma Kapodistrias, la prefettura di Giannina era suddivisa in ventotto comuni e tredici comunità.
| comune             | codice YPES | capoluogo (se diverso) | codice postale | prefisso tel. |
| ------------------ | ----------- | ---------------------- | -------------- | ------------- |
| Agios Dimitrios    | 2201        | Theriakisi             | 455 00         | 26540-22      |
| Anatoli            | 2203        |                        | 455 00         | 26510         |
| Ano Kalamas        | 2205        | Parakalamos            | 440 04         | 26530-31      |
| Ano Pogoni         | 2206        | Kefalovryso            | 440 06         | 26570-41      |
| Bizani             | 2229        | Pedini                 | 455 00         | 26510-9       |
| Zagori             | 2221        | Asprangeloi            | 440 07         | 26530-2       |
| Delvinaki          | 2209        |                        | 440 02         | 26570-2       |
| Lakka Souliou      | 2210        |                        | 440 09         | 26540-31      |
| Dodoni             | 2212        |                        | 455 00         | 26510-82      |
| Zagori Est         | 2204        | Miliotades             | 455 00         | 26560-31      |
| Egnatia            | 2213        | Mikro Peristeri        | 442 00         | 26560-2       |
| Ekali              | 2214        | Metamorfosi            | 455 00         | 26530-2       |
| Evrymenoi          | 2215        | Klimatia               | 440 03         | 26530-61      |
| Giannina           | 2217        |                        | 450 … 454      | 26510         |
| Kalpaki            | 2219        |                        | 440 04         | 26530-4       |
| Katsanochoria      | 2220        | Kalentzi               | 440 13         | 26590-22      |
| Konitsa            | 2222        |                        | 441 00         | 26550-2       |
| Mastorochoria      | 2224        | Pyrsogianni            | 440 15         | 26550-31      |
| Metsovo            | 2226        |                        | 442 00         | 26560         |
| Molossoi           | 2228        | Voutsaras              | 440 03         | 26580-31      |
| Pamvotida          | 2231        | Katsikas               | 455 00         | 26510-9       |
| Pasaronas          | 2233        | Eleousa                | 455 00         | 26510-6       |
| Perama             | 2234        |                        | 455 00         | 26510-8       |
| Pramanta           | 2235        |                        | 440 01         | 26590-61      |
| Selles             | 2237        | Tyria                  | 455 00         | 26510-84      |
| Tymfi              | 2240        | Tsepelovo              | 440 10         | 26530-81      |
| Tzoumerka          | 2239        | Chouliarades           | 455 00         | 26510-53      |
| Zitsa              | 2216        |                        | 440 03         | 26580-23      |
| comunità           | codice YPES | capoluogo (se diverso) | codice postale | prefisso tel. |
| Aetomilitsa¹       | 2202        |                        | 440 15         | 26550         |
| Distrato           | 2211        |                        | 440 19         | 26550-24      |
| Fourka             | 2241        |                        | 440 08         | 26550-24      |
| Isola di Giannina² | 2230        |                        | 455 00         | 26510-8       |
| Kalarites          | 2218        |                        | 440 01         | 26590-61      |
| Lavdani            | 2223        |                        | 440 02         | 26570-51      |
| Matsouki           | 2225        |                        | 440 01         | 26590-61      |
| Milea              | 2227        |                        | 442 00         | 26560-61      |
| Papigo             | 2232        |                        | 440 16         | 26530-41      |
| Pogoniani          | 2236        |                        | 440 05         | 26570-31      |
| Sirako             | 2237        |                        | 450 … 454      | 26510-3       |
| Vathypedo          | 2207        |                        | 482 00         | 26830-23      |
| Vovousa            | 2208        |                        | 440 14         | 26560-22      |

- ¹ Una delle poche comunità in cui il comune è situato in un'area al di fuori del territorio amministrativo: la vecchia casa comunale di Aetomilitsa non esiste più e la comunità è amministrata da Larissa.
- ² Una delle più piccole comunità greche.